# Korjenasto povrće
Korjenasto povrće podzemni su dijelovi biljaka, koji se koriste kao hrana. Iako botanika razlikuje razne vrste korijenja (kao što je glavno i gomoljasto korijenje) i ostalo (kao što su: lukovice, izdanci, podanci i gomolji), izraz "korjenasto povrće" primjenjuje se na sve ove vrste u poljoprivrednoj i kulinarskoj upotrebi.
Korjenasto povrće općenito je biljni organ za skladištenje energije u obliku ugljikohidrata. Razlikuju se u koncentraciji i ravnoteži između škroba, šećera i drugih vrsta ugljikohidrata. Posebno su gospodarski važni oni s visokom koncentracijom ugljikohidrata u obliku škroba; škrobno korjenasto povrće važna je osnovna hrana, osobito u tropskim regijama, zasjenjujući žitarice u većem dijelu središnje Afrike, zapadne Afrike i Oceanije, gdje se koristi izravno ili u obliku pirea za pripremu hrane kao što su: fufu ili poi.
Mnoga korjenasta povrća dobro se čuvaju u podrumima i po nekoliko mjeseci. Ovo je jedan od načina pohranjivanja hrane za upotrebu dugo nakon žetve, što je posebno važno u netropskim geografskim širinama, gdje je zimi nema puno hrane. Postoje i metode produženja sezone koje mogu produžiti berbu tijekom cijele zime, uglavnom korištenjem plastenika.
Mnoge vrste korjenastog povrća sadrže aktivne biljne komponente koje djeluju antioksidativno i zaštitno na zdravlje našeg organizma. Tako mrkva sadrži biljne pigmente karotenoide koji su prekursori sintezi vitamina A u ljudskom tijelu.

## Vrste korjenastog povrća
- Mrkva Daucus carota
- Peršin Petroselinum crispum
- Krumpir Solanum tuberosum
- Cikla Beta vulgaris ssp. vulgaris
- Rotkvica Raphanus sativus
- Batat Ipomoea batatas
- Repa Brassica rapa (rapifera)
- Hren Armoracia rusticana
- Pastrnjak Pastinaca sativa
- Đumbir Zingiber officinale
- Kurkuma Curcuma longa
- Čičoka Helianthus tuberosus
- Plavi krumpir Solanum tuberosum "Vitelotte"
- Bambusov izdanak Bambusa vulgaris
- Čičak Arctium lappa
- Kamazija Camassia
- Manioka Manihot esculenta
- Daikon Raphanus sativus (longipinnatus)
- Podzemna koraba Brassica napus (napobrassica)
- Crni korijen Scorzonera hispanica
- Taro Colocasia esculenta
- Ulukus Ullucus tuberosus
- Wasabi Wasabia japonica
- Jam Dioscorea sp.

## Galerija
- Đumbir
- Jam
- Manioka
- Celer